# Lodovico delle Colombe

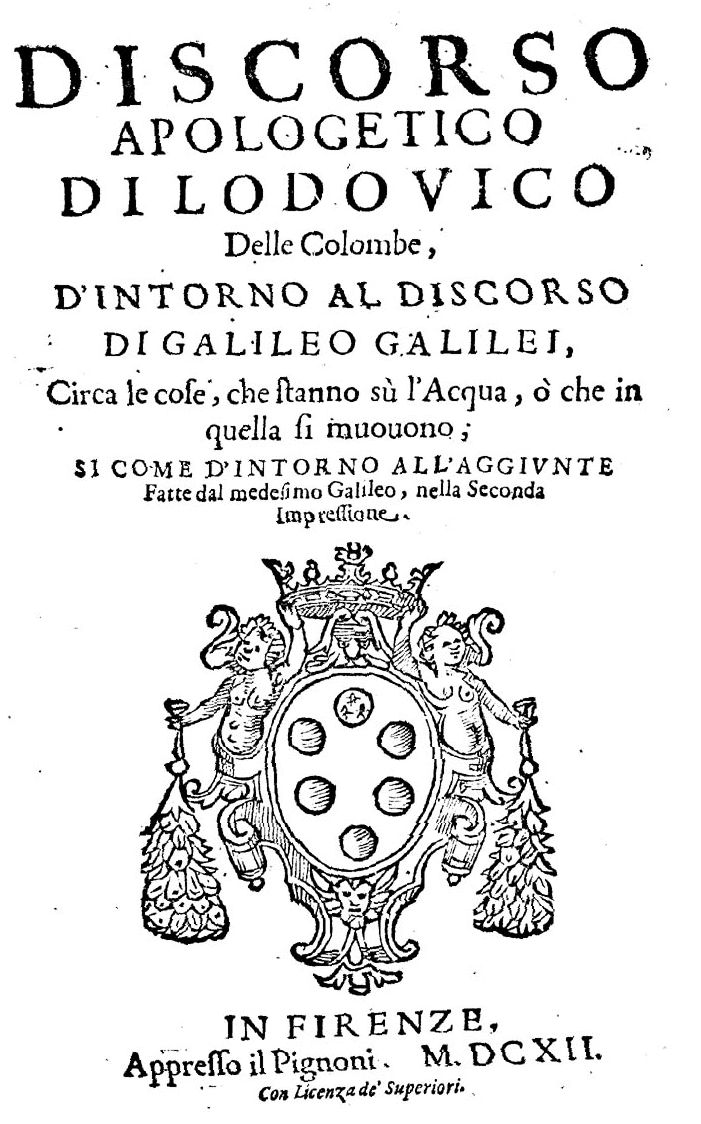
Discorso apologetico d'intorno al discorso di Galileo Galilei, 1612

Lodovico delle Colombe o Colombo (Firenze, 20 gennaio 1565 – Firenze, 1616) è stato un filosofo aristotelico e letterato italiano, fiorentino, noto per essere stato uno strenuo avversario di Galileo Galilei.

## Biografia
Non sappiamo quasi nulla della sua vita, ma restano diverse sue opere, nelle quali difende le dottrine aristoteliche con un particolare disinteresse sia verso le nuove osservazioni sia verso la coerenza logica.
Nel 1606 scrisse un discorso sulla nuova stella apparsa nel 1604 sostenendo che si trattava di una stella non nuova, ma esistente da sempre. Tra il 1610 e il 1611 scrisse un discorso Contro il moto della Terra.
Per conciliare le osservazioni di Galileo sulle irregolarità della superficie lunare con la concezione aristotelica della perfetta sfericità dei corpi celesti sostenne che le valli e gli spazi tra i monti della Luna fossero colmati da un materiale perfetto e invisibile.
Contrario all'idrostatica archimedea recuperata da Galileo, nel suo Discorso apologetico, del 1612, sostenne che il galleggiare o l'affondare dei corpi dipendesse dalla loro forma. Nella conclusione del discorso usò anche una metafora di questa teoria,  affermando che le ragioni dell'avversario per essere troppo argute e sottili vanno a fondo senza speranza di ritornare a galla, mentre quelle di Aristotele, per essere di forma larga e quadrata, non possono affondare in nessun modo.
Sono rimaste anche lettere tra il Delle Colombe e Galileo, che stimava pochissimo il suo avversario, che aveva soprannominato Pippione. Vari accenni a questo personaggio sono nella corrispondenza tra Galileo e i suoi amici.

## Opere
- Discorso nel quale si dimostra, che la nuova Stella apparita l'Ottobre passato 1604 nel Sagittario non è Cometa, né Stella generata, ò creata di nuovo, né apparente, Firenze, Giunti, 1606.
- Risposte piacevoli, e curiose alle considerazioni di certa Maschera saccente nominata Alimberto Mauri, fatte sopra alcuni luoghi del discorso del medesimo Lodovico dintorno alla stella apparita l'anno 1604, Firenze, Giovanni Antonio Caneo & Raffaello Grossi, 1608.
- Discorso apologetico d'intorno al discorso di Galileo Galilei, Firenze, Zanobi Pignoni, 1612.